# 210/8 D.S.
Il Mortaio da 210/8 D.S., anche definito mortaio pesante d'assedio, equipaggiò il Regio Esercito italiano e l'esercito polacco.

## Storia
Questo pezzo venne sviluppato dalla Ansaldo negli ultimi anni del XIX secolo come mortaio per l'artiglieria d'assedio, destinato quindi, secondo le tattiche dell'epoca, ad un uso statico contro fortezze e bersagli fortemente protetti. Nel 1900 entrò nel parco d'assedio del Regio Esercito. Massicciamente usati nella Grande Guerra, durante la seconda guerra mondiale, sia per l'obsolescenza, sia per le mutate tattiche, non lasciarono mai l'Italia (eccetto i pochi preposizionati sulle isole del Dodecanneso) e furono impiegati essenzialmente dai reparti della Guardia alla Frontiera nelle fortificazioni del Vallo Alpino. Acquisito dall'esercito polacco, venne impiegato contro i russi nella Guerra sovietico-polacca del 1919.
Il Mortaio da 210/8 D.S. prende il nome dal tipo di affusto utilizzato, il cosiddetto modello "De Stefano". La stessa bocca da fuoco esisteva anche su una precedente tipologia di installazione, più semplice, detta modello "De Angelis" (210/8 D.A.) ed una su piattaforma (210/8 PIAT.).

## Tecnica
- granata in acciaio, caricata con tritolo o pentrite o miscela acido picrico-tritolo (MAT) o miscela binitrofenolo-tritolo (MBT), del peso di 100,5 kg.
- granata in ghisa acciaiosa, del peso di 100 kg quella caricata con MBT, 102,5 kg quella caricata con miscela nitrato d'ammonio-dinitronaftalina-tritolo (MNDT) e 103,6 kg quella caricata con miscela schneiderite-tritolo (MST).[2]
- granata-bomba: in acciaio, caricata con MST, del peso di 61,4 kg.

La canna, lunga 2048 mm con 36 righe destrorse, è in acciaio con uno strato di cerchiatura intorno alla culatta. L'otturatore è a vitone. La bocca da fuoco così composta pesa quindi in totale 2,1 t e rimane invariata nelle varie installazioni.
L'affusto "De Stefano" è a cassa con sottoaffusto a lisce. Nello specifico la canna è incavallata su un affustino, che scorre su lisce (guide) inclinate posteriormente verso l'alto. Allo sparo l'affustino rincula sulle lisce, frenato da due cilindri idraulici anteriori, per poi tornare automaticamente in batteria grazie all'inclinazione del piano di scorrimento. Il sottoaffusto stesso, su quattro ruote con avantreno, rincula contemporaneamente su due rotaie in due elementi ciascuna, unite da traverse e poggianti su uno strato di travi che trasferisce lo sforzo al terreno, precedentemente perfettamente livellato. Il peso del complesso è di 8,830 t. L'elevazione va da -15° a +70° con alzo utile di tiro a partire da 35°, mentre il settore di tiro dell'affusto sulla piattaforma è di 360°.
Il caricamento avviene tramite una benna con paranco, mentre il calcamento di proietto e cariche di lancio è manuale. La cadenza di tiro normale è di 1 colpo ogni 7-8 minuti, quella massima di 2 colpi ogno 5 minuti.
Il traino è costituito da una vettura-pezzo formata da affusto e mortaio; sul sottoaffusto vengono montate delle ruote munite di rotaie a cingolo e viene unito ad un avantreno, anch'esso con ruote a cingolo. Il complesso raggiunge il peso di 5,7 tonnellate. Per il traino in montagna invece, il pezzo viene scomposto, scavalcando il mortaio che viene trainato su apposito carrello, mentre l'affusto viene trainato sul suo avantreno.
La batteria è composta da 4 mortai, 4 rimorchi, 2 mitragliatrici per la difesa ravvicinata, 1 autocarro per il trasporto delle cariche di lancio e 4 autocarri per i proietti. In configurazione di marcia la batteria si sviluppa su strada per 420 m e si muove a 6–8 km/h. La messa in batteria richiede da 6 ad 8 ore.

## Altre versioni

### 210/8 PIAT.
La bocca di fuoco ed il munizionamento rimangono gli stessi. L'installazione invece è a piattaforma. L'affusto a cassa poggia scorre sul sottoaffusto a lisce inclinate, frenato da due freni idraulici. Il sottoaffusto è imperniato su una piattaforma di travi e traversoni di quercia. L'elevazione va da -15° a +60° con alzo utile di tiro a partire da 40°, mentre il settore di tiro è limitato a 30°. Il peso dell'intallazione (affusto, sottoaffusto e piattaforma, senza bocca da fuoco) è 5,430 t.
Il traino avviene su tre vetture:
- vettura affusto-mortaio, munito di sale e ruote, pesante 4,139 t e trainato su avantreno.
- carro trasporto sottoaffusto, del peso di 2,880 t.
- carro trasporto piattaforma, del peso di 2,9 t. con avantreno.

### 210/8 D.A.
L'installazione tipo "De Angelis" è costituita da un sottaffusto con freni idraulici poggiante su una piattaforma. Differisce dal tipo PIAT. per la presenza di martinetti amovibili con rotelle ai quattro angoli della piattaforma che consentono la rotazione su un settore di 90° su una rotaia circolare, fissata ad una impalcatura di legno.
Il traino avviene come nella versione PIAT.

## Galleria d'immagini

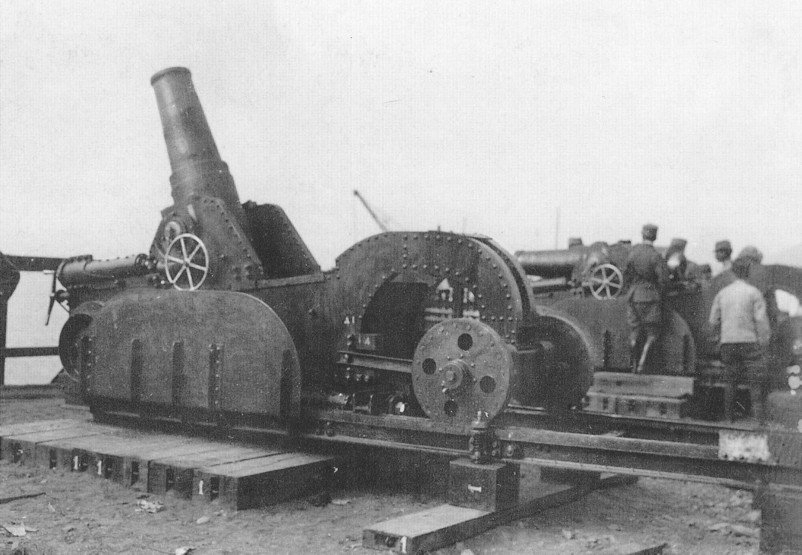
Mortaio da 210/8 su affusto "De Stefano".
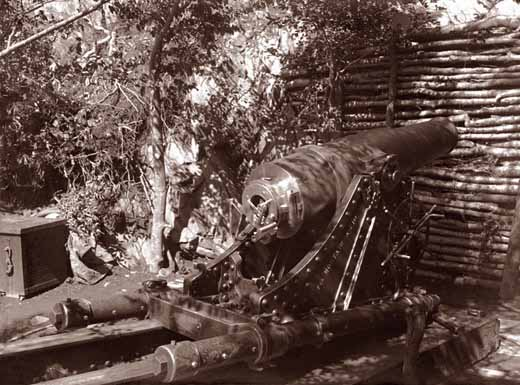
Mortaio da 210/8 su affusto "De Angelis".
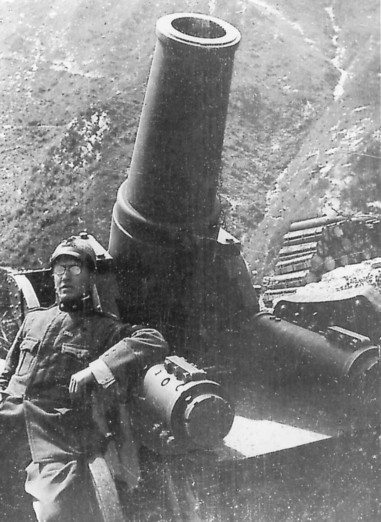
Particolare della bocca da fuoco.
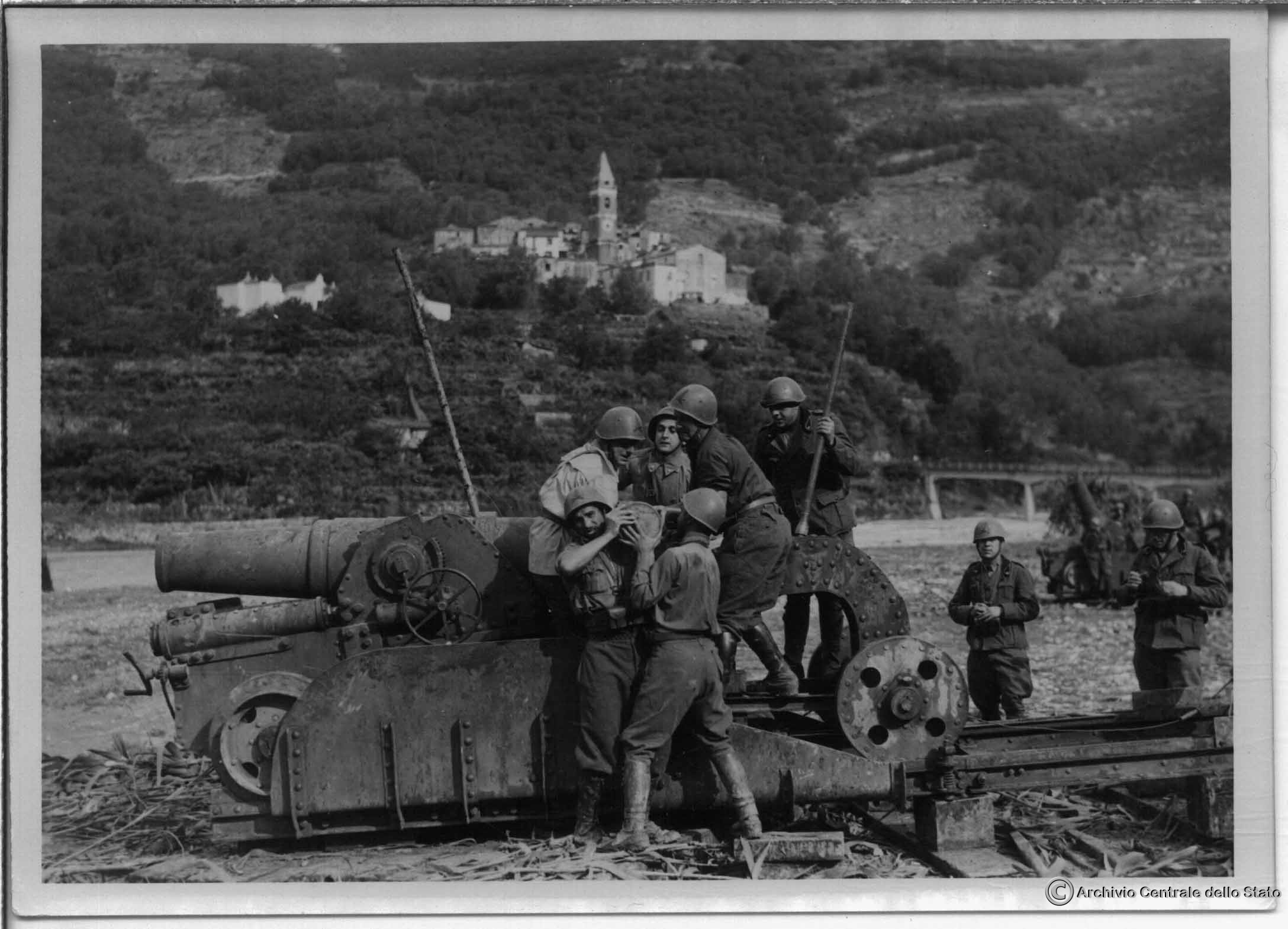
Mortaio da 210/8 in azione durante la battaglia delle Alpi Occidentali